# Présailles
Présailles est une commune française située dans le département de la Haute-Loire en région Auvergne-Rhône-Alpes.

## Géographie

### Localisation
La commune de Présailles se trouve dans le département de la Haute-Loire, en région Auvergne-Rhône-Alpes. La commune se trouve aux limites de la Haute-Loire et de l'Ardèche, à 1 100 mètres d'altitude. Les précipitations sont importantes.[réf. nécessaire]
Elle se situe à 25 km par la route du Puy-en-Velay, préfecture du département, et à 43 km du Chambon-sur-Lignon, bureau centralisateur du canton du Mézenc dont dépend la commune depuis 2015 pour les élections départementales.
Les communes les plus proches sont : 
Alleyrac (3,5 km), Freycenet-la-Cuche (4,8 km), Freycenet-la-Tour (4,8 km), Le Monastier-sur-Gazeille (4,9 km), Issarlès (6,4 km), Salettes (6,5 km), Lafarre (7,3 km), Saint-Martin-de-Fugères (7,4 km).
|          | Le Monastier-sur-Gazeille |                    |
| Alleyrac | Présailles                | Freycenet-la-Cuche |
| Salettes | Issarlès Ardèche          |                    |

### Climat
Pour des articles plus généraux, voir Climat d'Auvergne-Rhône-Alpes et Climat de la Haute-Loire.
En 2010, le climat de la commune est de type climat de montagne, selon une étude du Centre national de la recherche scientifique s'appuyant sur une série de données couvrant la période 1971-2000. En 2020, Météo-France publie une typologie des climats de la France métropolitaine dans laquelle la commune est exposée à un climat de montagne ou de marges de montagne et est dans la région climatique Sud-est du Massif central, caractérisée par une pluviométrie annuelle de 1 000 à 1 500 mm, minimale en été, maximale en automne.
Pour la période 1971-2000, la température annuelle moyenne est de 7 °C, avec une amplitude thermique annuelle de 16,1 °C. Le cumul annuel moyen de précipitations est de 1 112 mm, avec 9,5 jours de précipitations en janvier et 6,7 jours en juillet. Pour la période 1991-2020, la température moyenne annuelle observée sur la station météorologique de Météo-France la plus proche, « Les Estables_sapc », sur la commune des Estables à dix km à vol d'oiseau, est de 6,9 °C et le cumul annuel moyen de précipitations est de 1 226,7 mm,. Pour l'avenir, les paramètres climatiques de la commune estimés pour 2050 selon différents scénarios d'émission de gaz à effet de serre sont consultables sur un site dédié publié par Météo-France en novembre 2022.

## Urbanisme

### Typologie
Au 1er janvier 2024, Présailles est catégorisée commune rurale à habitat très dispersé, selon la nouvelle grille communale de densité à sept niveaux définie par l'Insee en 2022.
Elle est située hors unité urbaine et hors attraction des villes,.

### Occupation des sols
L'occupation des sols de la commune, telle qu'elle ressort de la base de données européenne d’occupation biophysique des sols Corine Land Cover (CLC), est marquée par l'importance des territoires agricoles (70,9 % en 2018), en augmentation par rapport à 1990 (65 %). La répartition détaillée en 2018 est la suivante : 
prairies (63,7 %), forêts (19,9 %), milieux à végétation arbustive et/ou herbacée (9,1 %), zones agricoles hétérogènes (7,2 %). L'évolution de l’occupation des sols de la commune et de ses infrastructures peut être observée sur les différentes représentations cartographiques du territoire : la carte de Cassini (XVIIIe siècle), la carte d'état-major (1820-1866) et les cartes ou photos aériennes de l'IGN pour la période actuelle (1950 à aujourd'hui).

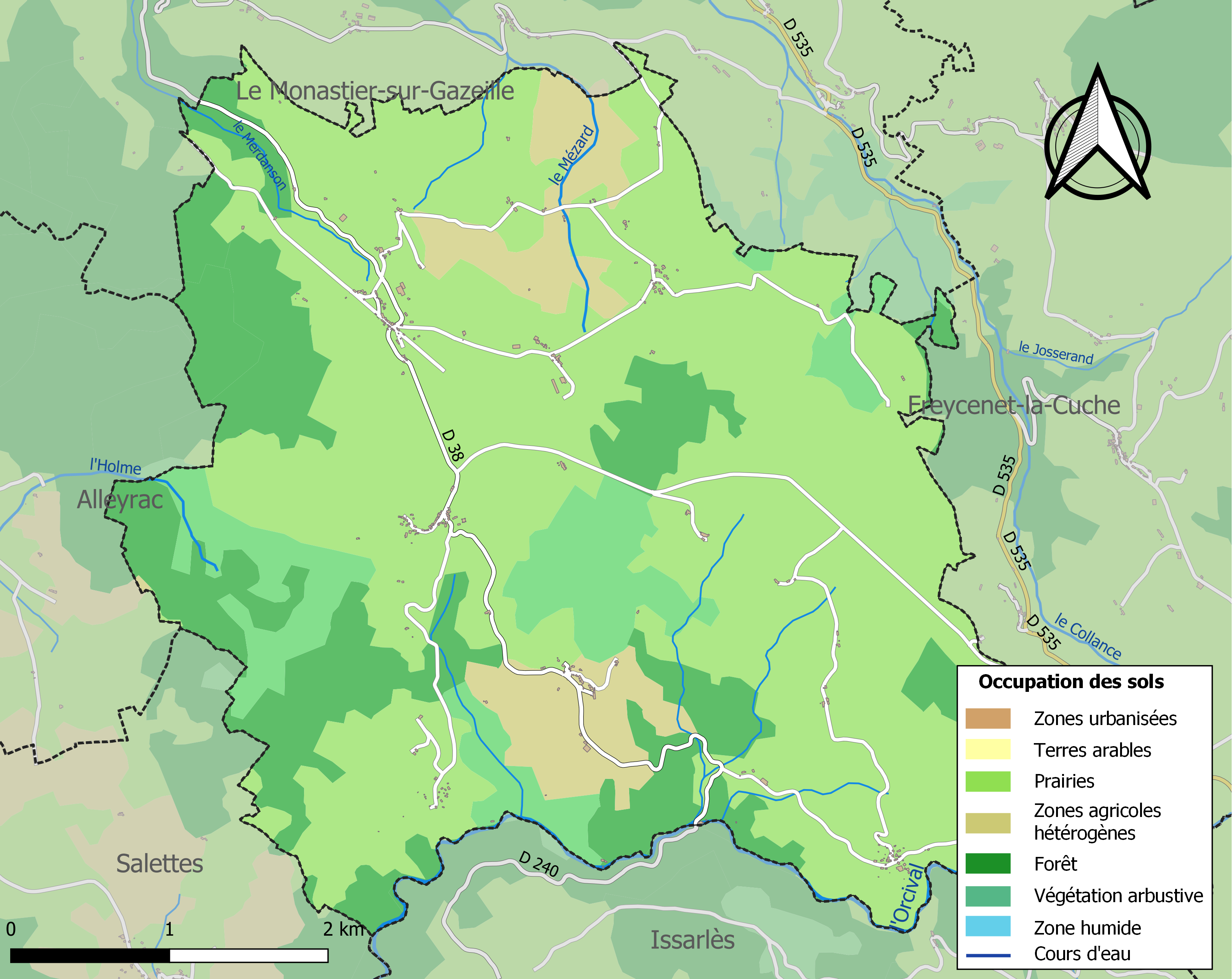
Carte des infrastructures et de l'occupation des sols de la commune en 2018 (CLC).

### Habitat et logement
En 2018, le nombre total de logements dans la commune était de 211, alors qu'il était de 211 en 2013 et de 206 en 2008.
Parmi ces logements, 27,3 % étaient des résidences principales, 58,4 % des résidences secondaires et 14,3 % des logements vacants. Ces logements étaient pour 98,6 % d'entre eux des maisons individuelles et pour 1,4 % des appartements.
Le tableau ci-dessous présente la typologie des logements à Présailles en 2018 en comparaison avec celle de la Haute-Loire et de la France entière. Une caractéristique marquante du parc de logements est ainsi une proportion de résidences secondaires et logements occasionnels (58,4 %) supérieure à celle du département (16,1 %) et à celle de la France entière (9,7 %). Concernant le statut d'occupation de ces logements, 72,4 % des habitants de la commune sont propriétaires de leur logement (79,4 % en 2013), contre 70 % pour la Haute-Loire et 57,5 pour la France entière.
| Typologie                                               | Présailles | Haute-Loire | France entière |
| ------------------------------------------------------- | ---------- | ----------- | -------------- |
| Résidences principales (en %)                           | 27,3       | 71,5        | 82,1           |
| Résidences secondaires et logements occasionnels (en %) | 58,4       | 16,1        | 9,7            |
| Logements vacants (en %)                                | 14,3       | 12,4        | 8,2            |

## Toponymie
Anciennes mentions : Ecclesia S. Mariæ de Pratalias (1119), Eccl. S. Mariæ de Prastasias (1179), Parochia B. Mariæ de Prazalis (1288), Capellanus B. Mariæ de Prazalhis (1298), Parochia de Prahalhas (1309), Presallies (1534).
Selon Ernest Nègre, Présailles viendrait probablement du pluriel du nord-occitan prasalha, équivalent du francoprovençal praille, signifiant « prairie ».

## Histoire
Une route romaine passait sur la commune, reliant Clermont-Ferrand à Avignon via Le Puy-en-Velay. Il est possible que ce tracé fut encore plus ancien, car Jules César l'aurait empruntée pour se rendre à Gergovie. Plus tard, cette voie fut un chemin muletier majeur pour les échanges entre Velay, Vivarais et Vallée du Rhône.
L'église du village fut bâtie aux XIe et XIIe siècles, et agrandie au XVIe.
La construction du château de Vachères commença à la fin du XIIIe siècle, et se poursuivit durant le XIVe siècle. Suivant les traditions auvergnates, il se compose d'un corps central de plan rectangulaire flanqué de tourelles rondes et carrées, le tout protégé par une enceinte.
Il appartint d'abord  à l'évêque du Puy (baronnie diocésaine), qui le céda, avec les droits de baronnie, au seigneur de Roche-en-Régnier, puis passa par alliance aux Lévis-Lautrec, puis en 1463 il est cédé à Jean de Bourbon, évêque du Puy, puis revient de nouveau aux Lévis-Lautrec en 1504. Depuis 1720, il appartient à la famille de Mailhet et à leurs descendants. Au musée Crozatier, au Puy, est exposé le carrosse du XVIIIe siècle des seigneurs en ce temps.
Le monument aux morts comporte 61 noms, tous enfants de la municipalité tombés lors de la Première Guerre mondiale.
Jusqu'en mars 2015, Présailles appartenait au canton du Monastier-sur-Gazeille.

### La Transcévenole
À Présailles devait passer  la ligne ferroviaire du Puy à Nieigles-Prades, qui ne fut jamais ouverte au trafic, alors que toutes les infrastructures en Haute-Loire était terminées (en Ardèche seuls deux tunnels furent construits). Sur la commune se trouve le deuxième tunnel le plus long du projet : 2 626 mètres, dont seule la maçonnerie n'est pas terminée. Se trouvent aussi les fondations des caves de la gare de Vachères.
Le tunnel fut utilisé pour l'entraînement des commandos des services spéciaux.

## Politique et administration

### Découpage territorial
La commune de Présailles est membre de la communauté de communes Mézenc-Loire-Meygal, un établissement public de coopération intercommunale (EPCI) à fiscalité propre créé le 27 décembre 2016 dont le siège est à Saint-Julien-Chapteuil. Ce dernier est par ailleurs membre d'autres groupements intercommunaux.
Sur le plan administratif, elle est rattachée à l'arrondissement du Puy-en-Velay, au département de la Haute-Loire, en tant que circonscription administrative de l'État, et à la région Auvergne-Rhône-Alpes.
Sur le plan électoral, elle dépend du canton du Mézenc pour l'élection des conseillers départementaux, depuis le redécoupage cantonal de 2014 entré en vigueur en 2015, et de la première circonscription de la Haute-Loire   pour les élections législatives, depuis le redécoupage électoral de 1986.

### Liste des maires
| Période                                  | Période                       | Identité           | Étiquette | Qualité                                   |
| ---------------------------------------- | ----------------------------- | ------------------ | --------- | ----------------------------------------- |
| Les données manquantes sont à compléter. |                               |                    |           |                                           |
| mars 2001                                | mars 2008                     | Gilbert Faure      | DVG       |                                           |
| mars 2008                                | mai2020                       | Jean-Jacques Peiro | DVG       | Chef d'établissement de La Poste retraité |
| mai 2020                                 | En cours (au 10 octobre 2020) | Olivier Allemand   |           |                                           |

## Population et société

### Démographie

#### Évolution démographique
L'évolution du nombre d'habitants est connue à travers les recensements de la population effectués dans la commune depuis 1793. Pour les communes de moins de 10 000 habitants, une enquête de recensement portant sur toute la population est réalisée tous les cinq ans, les populations de référence des années intermédiaires étant quant à elles estimées par interpolation ou extrapolation. Pour la commune, le premier recensement exhaustif entrant dans le cadre du nouveau dispositif a été réalisé en 2007.

En 2022, la commune comptait 110 habitants, en évolution de −12,7 % par rapport à 2016 (Haute-Loire : +0,36 %, France hors Mayotte : +2,11 %).
| 1793 | 1800 | 1806 | 1821 | 1831 | 1836 | 1841 | 1846  | 1851  |
| ---- | ---- | ---- | ---- | ---- | ---- | ---- | ----- | ----- |
| 606  | 710  | 684  | 631  | 683  | 965  | 972  | 1 042 | 1 050 |

| 1856  | 1861  | 1866  | 1872  | 1876  | 1881  | 1886  | 1891  | 1896  |
| ----- | ----- | ----- | ----- | ----- | ----- | ----- | ----- | ----- |
| 1 038 | 1 030 | 1 054 | 1 112 | 1 132 | 1 146 | 1 126 | 1 083 | 1 104 |

| 1901  | 1906  | 1911  | 1921  | 1926 | 1931 | 1936 | 1946 | 1954 |
| ----- | ----- | ----- | ----- | ---- | ---- | ---- | ---- | ---- |
| 1 007 | 1 043 | 1 023 | 1 019 | 987  | 826  | 734  | 687  | 573  |

| 1962 | 1968 | 1975 | 1982 | 1990 | 1999 | 2006 | 2007 | 2012 |
| ---- | ---- | ---- | ---- | ---- | ---- | ---- | ---- | ---- |
| 551  | 457  | 385  | 312  | 230  | 161  | 158  | 157  | 142  |

| 2017 | 2022 | - | - | - | - | - | - | - |
| ---- | ---- | - | - | - | - | - | - | - |
| 116  | 110  | - | - | - | - | - | - | - |

#### Pyramide des âges
La population de la commune est relativement âgée.
En 2018, le taux de personnes d'un âge inférieur à 30 ans s'élève à 30,2 %, soit en dessous de la moyenne départementale (31 %). À l'inverse, le taux de personnes d'âge supérieur à 60 ans est de 41,3 % la même année, alors qu'il est de 31,1 % au niveau départemental.
En 2018, la commune comptait 57 hommes pour 58 femmes, soit un taux de 50,43 % de femmes, légèrement inférieur au taux départemental (50,87 %).
Les pyramides des âges de la commune et du département s'établissent comme suit.
| Hommes | Classe d’âge | Femmes |
| ------ | ------------ | ------ |
| 0,0    | 90 ou +      | 0,0    |
| 7,0    | 75-89 ans    | 18,6   |
| 35,1   | 60-74 ans    | 22,0   |
| 17,5   | 45-59 ans    | 13,6   |
| 14,0   | 30-44 ans    | 11,9   |
| 15,8   | 15-29 ans    | 11,9   |
| 10,5   | 0-14 ans     | 22,0   |

| Hommes | Classe d’âge | Femmes |
| ------ | ------------ | ------ |
| 0,9    | 90 ou +      | 2,5    |
| 8,4    | 75-89 ans    | 11,7   |
| 20,4   | 60-74 ans    | 20,5   |
| 21,3   | 45-59 ans    | 20,3   |
| 16,8   | 30-44 ans    | 16,3   |
| 15,2   | 15-29 ans    | 13,2   |
| 17     | 0-14 ans     | 15,6   |

### Activités
- les activités artistiques : deux artistes résident et exposent sur la commune : Roger Klau à Costechaude (peintre et sculpteur) et Vanessa Marty au Petit Mazilloux (céramiste).
- les activités sportives : on peut jouer sur un court de tennis à Présailles.

## Économie
L'économie présailloune se résume à l'agriculture, à l'unique entreprise de la commune (SARL Eyraud et fils : travaux publics), et à quelques commerces : un coiffeur, un maçon, deux plombiers et un restaurant.

### Emploi
| Division       | 2008  | 2013  | 2018  |
| -------------- | ----- | ----- | ----- |
| Commune        | 2,3 % | 3,8 % | 3 %   |
| Département    | 6,3 % | 7,7 % | 7,7 % |
| France entière | 8,3 % | 10 %  | 10 %  |

En 2018, la population âgée de 15 à 64 ans s'élève à 65 personnes, parmi lesquelles on compte 66,7 % d'actifs (63,6 % ayant un emploi et 3 % de chômeurs) et 33,3 % d'inactifs,. Depuis 2008, le taux de chômage communal (au sens du recensement) des 15-64 ans est inférieur à celui de la France et du département.
La commune est hors attraction des villes,. Elle compte 24 emplois en 2018, contre 27 en 2013 et 26 en 2008. Le nombre d'actifs ayant un emploi résidant dans la commune est de 43, soit un indicateur de concentration d'emploi de 55,9 % et un taux d'activité parmi les 15 ans ou plus de 46,4 %.
Sur ces 43 actifs de 15 ans ou plus ayant un emploi, 20 travaillent dans la commune, soit 47 % des habitants. Pour se rendre au travail, 65,1 % des habitants utilisent un véhicule personnel ou de fonction à quatre roues, 18,6 % s'y rendent en deux-roues, à vélo ou à pied et 16,3 % n'ont pas besoin de transport (travail au domicile).

## Culture locale et patrimoine

### Lieux et monuments
La commune de Présailles est composée de plusieurs hameaux :
- Présailles : chef-lieu de la commune, on y trouve la mairie, l’église, le cimetière et un bar-restaurant.
  - Église de la Nativité-de-la-Sainte-Vierge, inscrite au titre des monuments historiques par arrêté du 15 septembre 1993[27].
  - Croix de Vachères, inscrit monument historique en 1930
- Vachères : village le plus peuplé de la commune et le plus pittoresque, avec son château, ses maisons alignées autour d’une place où se trouve une grande fontaine. C’est là que se tiennent de grandes foires très renommées dans la contrée.
  - Château de Vachères, classé monument historique en 2013
- Le Cher : c'est un tumulus adossé à un rocher.
- Le Monteillet : ce hameau est situé sur « une petite montagne » (de là vient son nom), d'où il domine Présailles. C'était autrefois une grande seigneurie. On peut y voir la maison forte médiévale de Reynaudès.
- Mézeyrac : hameau comprenant une quarantaine d'habitants. Ce fut longtemps le fief de la famille de Goys (prononcer "de Gouys").
- Costechaude' : comme son nom l’indique, le hameau est situé sur des coteaux qui surplombent l’Orcival, qui est la limite entre la Haute-Loire et l’Ardèche.
- Massibrand : Il est placé sur une colline qui accueille un joli bois. On y trouve une ancienne école, bâtie dans les années 1930, réaménagée depuis en logements communaux.
- d'autres hameaux mineurs : Costeplane, Senigoge, le Margary, le Suchas, Reynaudès, le Bouchet, Pra Neuf, Mézard, les Mazilloux, la Cistrouze, Malcap, Lasteyre, Chaulet, la Roulle, Bouteyre, Champetienne, le Moulin d’Augier, Randon, le Sert, le Devez, la Bessède, Genève, les Sagnettes, le Chalet, la Vaysse.

Il y coule également plusieurs ruisseaux. Les principaux :
- l'Orcival.
- le Merdanson.
- Le ruisseau de Mézard, qui était autrefois appelé le Brioladour.

Dans la salle polyvalente, un centre de lecture fait office de bibliothèque.